# Wohnhaus Kohlhöfen 7
Das Wohnhaus Kohlhöfen 7 in Diepholz stammt aus dem 19. Jahrhundert.
Aktuell (2023) wird es als Wohnhaus genutzt.
Das Gebäude steht unter Denkmalschutz (siehe auch Liste der Baudenkmale in Diepholz).

## Beschreibung
Das eingeschossige massive traufständige L-förmige Eckgebäude mit Satteldach und Zwerchhaus sowie farblich hell abgesetzten Faschen, bossierten Eckquadern und Geschossgesims stammt vom Ende des 19. Jahrhunderts.
Das Landesdenkmalamt befand: „… geschichtliche Bedeutung … wegen des Zeugnis- und Schauwertes …“